# Wild Geese
Die Flucht der Wild Geese („Wildgänse“, irisch Na Géanna Fiáine) bezieht sich auf die Emigration einer irischen jakobitischen Armee unter dem Kommando von Patrick Sarsfield aus Irland nach Frankreich, wie es im Vertrag von Limerick am 3. Oktober 1691 vereinbart wurde. Im weiteren Sinn werden als Wild Geese die irischen Soldaten und deren Nachfahren bezeichnet, welche der englischen Herrschaft über Irland zu entkommen suchten und in den kontinentalen Armeen Europas teilweise hohe militärische Funktionen innehatten.

## Geschichte
Religiöse Konflikte und die zumeist blutige Unterdrückung der irischen Aufstände gegen die englische Vorherrschaft (Schlacht von Kinsale, 1601) zwangen viele Iren bereits zu Beginn des 17. Jahrhunderts zur Auswanderung. Es waren zumeist einfache Soldaten, die den Weg aufs Festland antraten. Erst nach der Unterzeichnung des Vertrages von Limerick 1691 und der Flucht Jakobs II. nach der Niederlage seiner katholischen Truppen gegen den protestantischen Wilhelm III. von Oranien in der Schlacht am Boyne sollte aber der eigentliche „Flug“ der irischen Wildgänse auf den Kontinent einsetzen. Die Engländer versuchten, den katholischen Glauben in Irland zurückzudrängen und erließen eine Reihe von Gesetzen (Penal Laws), die sich gegen die katholische Oberschicht in Irland richteten. Man versuchte nicht nur, die Macht der alteingesessenen Adelsfamilien zu brechen, sondern auch die irische Kultur, die gälische Sprache sowie alte Gebräuche, Riten und Sitten der irischen Bevölkerung niederzuhalten. Um dieser tristen Situation zu entkommen, wählten viele Iren die Emigration. Sie nannten sich selbst „Wild Geese“ und kamen zu Tausenden auf das Festland, um sich in den Dienst der katholischen Herrscher Europas zu stellen, in der Hoffnung, dem alten Gegner, England, auf dem einen oder anderen Schlachtfeld wieder zu begegnen. Der Weg führte viele von ihnen nach Spanien, Russland, vor allem aber nach Frankreich, wo sie sich in den irischen Regimentern Ludwigs XIV. rekrutierten. Viele gingen auch nach Österreich, wo sie in den Dienst der Habsburger traten, es waren dies mindestens 1.500 Offiziere.

## Iren in spanischen Diensten
Die erste irische Truppe, welche als eigene Kampfeinheit eingesetzt wurde, war ein irisches Regiment der spanischen Armee in Flandern während des Achtzigjährigen Krieges in den 1580er Jahren. Das Regiment wurde von dem englischen Katholiken William Stanley in Irland aus irischen Soldaten und Söldnern gebildet, um diese Leute – wie von der englischen Krone gewünscht – zum Verlassen ihrer irischen Heimat zu bringen.
Stanley sollte im Auftrag Elisabeths I. das irische Regiment in Flandern auf englischer Seite in die Schlacht führen, um die Vereinigten Provinzen von Holland zu unterstützen. 1585 jedoch lief Stanley aus religiösen Gründen und Bestechung zu den Spaniern über. Die Einheit kämpfte in Holland bis 1600, als sie wegen der großen Verluste im Kampf und Krankheiten aufgelöst wurde.
Nachdem 1607 die Flucht der Grafen aus Irland einsetzte, verließen Hugh O’Neill (2. Earl of Tyrone) und Rory O’Donnell (1. Earl of Tyrconnell) mit mehreren Anführern und Gefolgsleuten aus Ulster ihre Heimat. Sie hofften, spanische Unterstützung bei einer erneuten Rebellion zu erhalten, Philipp III. wollte jedoch den Krieg mit England nicht wieder aufnehmen und lehnte eine Unterstützung ab.

## Iren im Dienst der Habsburgermonarchie

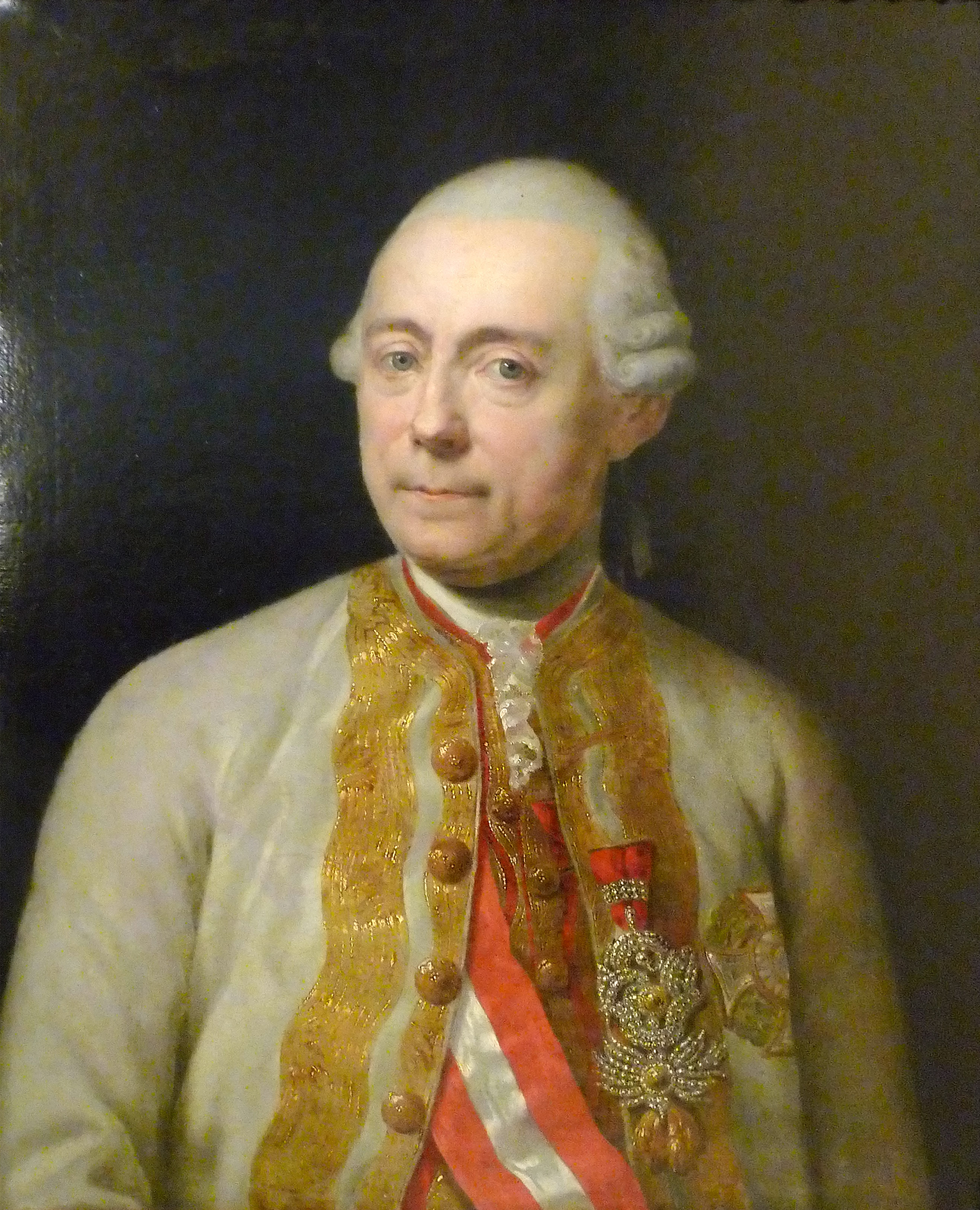
Feldmarschall Franz Moritz von Lacy (HGM)

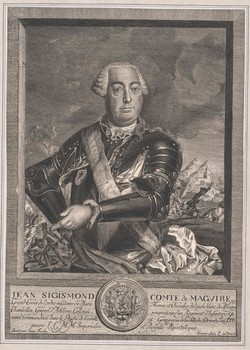
Johann Sigismund Macquire von Inniskillen

Feldmarschall Laval Nugent von Westmeath (HGM)

Vizeadmiral Alfred Ritter von Barry (HGM)

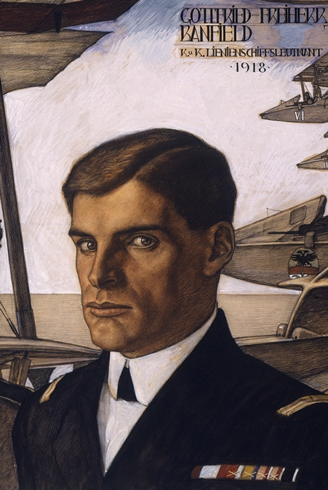
Marineflieger Gottfried von Banfield (HGM)

Wie der irische Militärhistoriker Harman Murtagh feststellte, war die Habsburgermonarchie der wichtigste Arbeitgeber für die Iren in Mitteleuropa. Ihr multinationaler Charakter war insbesondere für den Aufstieg von begabten Ausländern von Vorteil. Über 100 Iren sollten den Rang eines Feldmarschalls, Generals oder Admirals erreichen. Entsprechend höher war die Zahl auch bei den unteren Offiziersrängen. Im Wiener Kriegsarchiv liegt eine Namensliste von Offizieren sämtlicher Ränge auf, in welcher 1500 Soldaten irischer oder vermutlich irischer Abstammung im Zeitraum von 1630 bis 1830 angeführt werden. Die irischen Soldaten genossen einen hervorragenden Ruf. So stellte im 18. Jahrhundert Kaiser Franz I. Stephan über die Iren fest:

„Je mehr Iren in österreichischen Diensten stehen, um so besser! So werden unsere Truppen immer gute Disziplin halten; ein irischer Feigling ist eine große Seltenheit, und wenn die Iren auch grundsätzlich eine Abneigung gegen etwas haben, tun sie es dennoch in ihrem Wunsche, Ruhm zu erwerben.“

Während des Dreißigjährigen Krieges machten sich irische Soldaten erstmals einen Namen in der kaiserlichen Armee, insbesondere jene der Regimenter Tyrone und Preston. Bei der Verteidigung von Frankfurt an der Oder im April 1631 gegen ein schwedisches Heer zeichnete sich das irische Regiment durch besondere Tapferkeit aus und wurde dabei vollständig aufgerieben, jedoch unter dem Kommando von Walter Butler als Dragonerregiment neu aufgestellt. Walter Butler war es auch, dem in der Geschichte des Dreißigjährigen Krieges eine besondere Rolle zufallen sollte: Am 25. April 1634 tötete Butler im Auftrag Kaiser Ferdinands II. gemeinsam mit seinem Landsmann Walter Devereaux den kaiserlichen Generalissimus Albrecht von Wallenstein. Dafür wurde Butler vom Kaiser der Grafentitel verliehen und mit böhmischen Ländereien bedacht.
Zur ersten Generation irischer Offiziere in der kaiserlichen Armee gehörte auch Oberst Wilhelm Bourke von Gallstown aus dem County Kilkenny, welcher 1633 in kaiserliche Dienste trat und als Oberst seines Kavallerieregiments der schwedischen Reiterei in der Schlacht bei Nördlingen schwer zusetzte. Für diesen Erfolg wurde er wie Butler in den Grafenstand erhoben, mit dem Gut Limberg belohnt und zum Kämmerer Kaiser Ferdinands III. ernannt.
Irische Offiziere der ersten Generation waren nicht nur militärisch, sondern auch diplomatisch erfolgreich. Der bereits in den Schlachten bei Lützen und Nördlingen erfolgreiche Olivier Wallis bzw. Walsh von Carrickmines aus dem County Dublin erreichte in den Verhandlungen zum Prager Frieden eine Aussöhnung zwischen katholischen und protestantischen Fürsten Deutschlands und darüber hinaus ein Bündnis derselben zum gemeinsamen Vorgehen des Reiches gegen Schweden und Frankreich. Auch er wurde geadelt und mit Ländereien bedacht. Sein Enkelsohn, Franz Wenzel Graf Wallis kämpfte in weiterer Folge im 7. Österreichischen Türkenkrieg, stieg zum Feldmarschall auf und wurde darüber hinaus von Kaiser Karl VI. zum Mitglied des Hofkriegsrates ernannt. Ein Cousin Franz Wenzels, Feldmarschall Georg Olivier, kämpfte gleichfalls in den Türkenkriegen sowie im Spanischen Erbfolgekrieg in Süditalien, sein Sohn Michael Johann, ebenfalls Feldmarschall, stand von 1791 bis zu seiner Pensionierung 1796 dem Hofkriegsrat vor, den er 1789 schon kurze Zeit interimistisch geleitet hatte.
Bei der Zweiten Wiener Türkenbelagerung 1683 zeichneten sich abermals irische Soldaten besonders aus. So ist ein Hauptmann Thaddeus O’Hussey bekannt, welcher die türkischen Sappeur-Angriffe gegen die Wiener Stadtbefestigungen abwehrte. Besondere Bedeutung kommt Franz Graf Taaffe zu, der in Österreich eine Dynastie gründete, die bis 1919 andauern sollte und aus der auch der spätere österreichische Ministerpräsident Eduard Taaffe, Jugendfreund Kaiser Franz Joseph I., hervorgehen sollte. Taaffe stand 1683 an vorderster Front, als die Blutfahne des Großwesirs Kara Mustafa Pascha erobert wurde. Taaffe wurde daraufhin zum Feldmarschall und kaiserlichen Kämmerer befördert. 1694 wurde er als erster Ire in den Orden vom Goldenen Vlies aufgenommen.
Im Zeitalter Maria Theresias und der drei Schlesischen Kriege traten wiederum mehrere Iren durch besondere militärische und politische Taten hervor. Es waren dies vor allem Feldmarschall Maximilian Ulysses Browne, der in der Schlacht bei Prag die Truppen Friedrichs II. von Preußen zum Stehen brachte, dabei schwer verwundet wurde und in weiterer Folge an seinen Verwundungen starb; und Feldmarschall Franz Moritz von Lacy, der in mehreren Schlachten des Siebenjährigen Krieges erfolgreich war und die österreichische Armee reformierte. Ein langjähriger Offizier der kaiserlichen Armee war auch Feldmarschall Laval Nugent von Westmeath, der sich in den Koalitionskriegen gegen Napoleon und während der Revolution von 1848/1849 im Kaisertum Österreich auszeichnete.
Besondere Bedeutung kommt der Familie Banfield zu. So verdiente sich Linienschiffsleutnant Richard Banfield von Clonmel und Castle Lions Auszeichnungen im Krieg in der Adria 1866 gegen Italien bei der Verteidigung der dalmatinischen Küste Adelsstand und Militärverdienstkreuz. Zu besonderer Berühmtheit gelangte dessen Sohn Gottfried von Banfield, dessen Heldentaten als österreichischer Marinepilot während des Ersten Weltkriegs parallel zu jenen des Roten Barons verliefen. Gottfried von Banfield war der erfolgreichste österreichisch-ungarische Marineflieger und wurde 1916 mit der Großen Militärverdienstmedaille ausgezeichnet, die als „besondere und allerhöchste Anerkennung“ des Kaisers insgesamt an nur 30 Personen verliehen wurde.

### Liste der wichtigsten irischen Soldaten und Politiker in habsburgischen Diensten
- Walter Butler von Roscrea (um 1600–1634), Oberst im Dreißigjährigen Krieg
- Jakob Butler von Roscrea, Bruder von Walter Butler, ebenfalls Oberst im Dreißigjährigen Krieg
- Walter Devereaux, Hauptmann im Dreißigjährigen Krieg und Beteiligter an der Ermordung Wallensteins
- Wilhelm Bourke von Gallsttown, Oberst im Dreißigjährigen Krieg
- Olivier Walsh von Carrickmines bzw. Freiherr von Wallis (1600–1667), Generalmajor im Dreißigjährigen Krieg, zuletzt kommandierender General jenseits der Theiß
- Ernst Georg Freiherr von Wallis (1637–1689), Sohn des Olivier, Feldmarschalleutnant, starb bei der Belagerung von Mainz 1689.
- Georg Olivier Graf von Wallis, Freiherr von Karighmain (1673–1744), Sohn des Ernst Georg, Gouverneur von Messina, Feldmarschall.
- Franz Wenzel Graf Wallis, Freiherr von Karighmain (1696–1774), Cousin des Georg Olivier, kämpfte im 7. Österreichischen Türkenkrieg, Feldmarschall
- Thaddeus O’Hussey, Hauptmann zur Zeit der Zweiten Wiener Türkenbelagerung
- Franz Graf Taaffe (1639–1704), Feldmarschall zur Zeit der Türkenkriege
- Nikolaus Taaffe (1677–1769), Oberst zur Zeit des Polnischen Thronfolgekriegs, danach Beförderung zum General
- Johann Andreas von Hamilton (1679–1738), kämpfte im Spanischen Erbfolgekrieg, Vertrauter des Prinzen Eugen von Savoyen
- Julius Franz Xaver Graf Hamilton, Mitglied des Reichshofrates unter Kaiser Karl VI.
- Wilhelm O’Kelly († 5. Februar 1767), General im Siebenjährigen Krieg
- Maximilian Ulysses Browne (1705–1757), Feldmarschall im Siebenjährigen Krieg[7]
- Franz Moritz von Lacy (1725–1801), Feldmarschall im Siebenjährigen Krieg
- Johann Sigismund Macquire Graf von Inniskillen (1710–1767), Feldmarschalleutnant im Siebenjährigen Krieg
- Karl Graf Kavanagh (1709–1777), Statthalter von Prag
- Karl Claudius Graf O’Donnell (1715–1771), General der Kavallerie
- Franz Ernst Graf von Wallis (1729–1784), Sohn des Franz Wenzel, Vize-Appellationsgericht-Präsident und Oberst-Hof-Lehensrichter in Böhmen
- Michael Johann Graf von Wallis (1732–1798), Sohn des Franz Wenzel, Feldmarschall, 1789 und 1791 bis 1796 Präsident des Hofkriegsrates
- Andreas Graf O’Reilly von Ballinlough (1742–1832), General der Kavallerie, Träger des Kommandeurkreuzes des Militär-Maria-Theresien-Ordens, Kommandant der Garnison Wien bei der Kapitulation in den Napoleonischen Kriegen, Dichter und Gatte von Maria Barbara Gräfin von Swéerts und Sporck[8]
- Heinrich Graf O’Donnell (1769–1834), spanischer General
- Thomas Freiherr von Plunkett (1716–1779), Feldmarschalleutnant, Stadtkommandant von Antwerpen
- Johann Baptist Graf Taaffe (1733–1765), Mitglied des Reichshofrates
- Cornelius MacNenny, Privatsekretär Maria Theresias
- Dillon John Graf O’Kelly von Gallagh und Tycooly, Kaiserlicher Rat und kaiserlicher Botschafter am sächsischen Hof
- Olivier Remigius Graf von Wallis (1742–1799), Sohn des Franz Wenzel, Feldzeugmeister
- Joseph Graf O’Donnell von Tyrconnell (1755–1810), Präsident der Hofkammer
- Richard Nugent († 1757), Offizier, fiel in der Schlacht bei Leuthen
- Eduard Nugent († 1758), Offizier, fiel in der Schlacht bei Olmütz
- Jakob Nugent († 1760), Offizier, fiel in der Schlacht bei Torgau
- Oliver Nugent († 1789), Offizier, fiel im Türkenkrieg
- Laval Nugent von Westmeath (1777–1862), Feldmarschall in den Koalitionskriegen und 1848/49
- Johann Freiherr von O’Brien Graf auf Thomond (1775–1830), Oberstleutnant in den Koalitionskriegen
- Jakob Ludwig Graf Rice of Dingle, versuchte im Auftrag Kaiser Josephs II. dessen Schwester Marie Antoinette vor dem Schafott zu retten
- James Brady, kaiserlicher Admiral
- Heinrich Bailly, kaiserlicher Admiral
- Joseph Graf von Wallis (1767–1818), Sohn des Franz Ernst, Oberstburggraf des Königreichs Böhmen, 1810 Vorsitzender der Hofkammer, später Staats- und Konferenzminister, zuletzt Präsident des Obersten Gerichtes
- George Forbes of Granard (1685–1765), erster Großadmiral der österreichischen Kriegsmarine
- Richard Barry, Admiral und Verteidiger Venedigs 1859
- Maximilian O’Donell von Tyrconell (1812–1895), Adjutant und Lebensretter Kaiser Franz Josephs I. 1853
- Alfred Ritter von Barry (1830–1907), Vizeadmiral
- Eduard Graf Taaffe (1833–1895), Ministerpräsident
- Georg Graf von Wallis (1856–1928), Erzieher Kaiser Karls I. und des Kronprinzen Otto, Generalmajor und Titular-Feldmarschalleutnant
- Richard Banfield von Clonmel und Castle Lyons, Linienschiffsleutnant
- Gottfried von Banfield (1890–1986), Marineflieger

### Rezeption
- Im Wiener Heeresgeschichtlichen Museum wurde die Thematik in Form der Sonderausstellung „Die Wildgänse – The Wild Geese. Irische Soldaten im Dienst der Habsburger“ dokumentiert (September 2003 bis Februar 2004). Dabei wurden über hundert Exponate ausgestellt, welche die Geschichte der irischen Soldaten in habsburgischen Diensten nachzeichneten.[9] Viele der Objekte sind auch heute in der Dauerausstellung des Museums zu sehen, wie etwa der Feldmarschallsstock des Feldmarschalls Franz Moritz Graf Lacy oder das Ritterkreuz des Militär-Maria-Theresien-Ordens, mit dem Feldmarschall Laval Graf Nugent-Westmeath ausgezeichnet wurde.
- Der Jahrgang 2005 der Theresianischen Militärakademie, der Ausbildungsstätte für Offiziere des österreichischen Bundesheeres in Wiener Neustadt, benannte sich nach einem der erfolgreichsten Wild Geese, nämlich Feldmarschall-Leutnant Karl O’Donell von Tyrconell.